# Ernest Wanko
Ernest Wanko Fotseu (né le 4 avril 1934 à Nkongsamba ou Bafoussam au Cameroun et mort le 17 mars 2015 à Douala) est un athlète français, spécialiste du saut en longueur et un dirigeant sportif camerounais.

## Biographie
Sélectionné à neuf reprises en équipe de France A, il devient champion de France du saut en longueur en 1954 (7,10 m), puis remporte peu après la médaille de bronze lors des Championnats d'Europe de Berne (7,41 m, record personnel).
Il assure la présidence du Comité olympique camerounais à sa création en 1963 jusqu'en 1972.

## Palmarès
| Date | Compétition           | Lieu  | Résultat |
| ---- | --------------------- | ----- | -------- |
| 1954 | Championnats d'Europe | Berne | 3e       |

- Vainqueur des Championnats de France d'athlétisme 1954